# Lovecraft Letter
Lovecraft Letter ist ein strategisches Kartenspiel des Spieleautors Seiji Kanai für zwei bis sechs Spieler.  Es erschien 2017 beim Pegasus Spiele Verlag. Dabei handelt es sich um eine erweiterte Version des Kartenspiels Love Letter aus dem Jahr 2012. Die grafischen Darstellungen auf den Spielkarten sowie die Hintergrundgeschichte des Spiels sind den literarischen Werken des amerikanischen Horrorschriftstellers Howard Phillips Lovecraft entlehnt.

## Spielmaterial
Das Spiel beinhaltet 25 Spielkarten mit Illustrationen von Vincent Dutrait, 6 doppelseitig beschriebene Übersichtskarten, auf denen die Effekte der einzelnen Spielkarten nachlesbar sind, und 18 Geisteszustandsplättchen, die als Siegmarker der einzelnen Runden dienen, sowie eine Spielanleitung.

## Hintergrundgeschichte im Spiel
Am 16. April 1928 erhält der Spieler einen Brief aus Kairo von seinem verschwundenen Cousin A. J. McBride. Darin berichtet er, dass er bei Ausgrabungsarbeiten rätselhafte Hieroglyphen gefunden hätte, die mit ihm sprechen würden. Er bittet den Spieler nach Kairo zu kommen und seine Arbeit zu beenden. Die Suche nach dem verschollenen Cousin und die dabei stattfindenden Begegnungen mit denen von H. P. Lovecraft inspirierten Kreaturen und Gegenständen bilden die Hintergrundgeschichte des Spielverlaufes. Der Sieger findet den verloren gegangenen Archäologen.

## Spielablauf
Das Spiel besteht aus einzelnen Runden, in denen der Spieler entweder in normaler geistiger Gesundheit oder dem Wahnsinn verfallen gewinnen kann. Die einzelnen Runden können unterschiedlich lang sein. Allgemein zeichnet sich das Spiel durch seine eher kurze Dauer aus. Es gibt zwei Sorten von Karten: normale Karten und Wahnsinnskarten, jeweils mit einem Zahlenwert von 1 bis 8. Eine Ausnahme spielt hierbei die Wahnsinnskarte Der Gehirnzylinder der Migo mit einem Zahlenwert von 0. Die Karten haben verschiedene Effekte, welche auf den Karten selbst vermerkt sind. Wahnsinnskarten gewähren etwas bessere Effekte als Normalkarten. Die Anzahl der Karten gleicher Wertigkeit variiert.
Zu Beginn des Spiels wird an jeden Spieler eine Karte ausgeteilt. Die Karte 0 Der Gehirnzylinder der Migo bleibt offen neben dem verdeckten Kartenstapel liegen. Der aktive Spieler zieht eine Karte, muss eine der beiden in seiner Hand ausspielen und den darauf befindlichen Effekt ausführen. Ist man dem Wahnsinn verfallen, muss ein sogenannter Wahnsinnstest bestanden werden, indem der Spieler offen eine Karte vom Nachziehstapel zieht. Ist diese eine Wahnsinnskarte scheidet er aus. Ist es eine normale Karte, kann er wie gewohnt mit seinem Spielzug fortfahren.

## Spielziel
Ziel einer Runde ist es, die anderen Mitspieler aus dieser zu werfen und der einzig verbleibende Spieler zu sein. Sollten die Spielkarten aufgebraucht sein, scheiden die Spieler aus, deren Kartenwert gleich ist, der Spieler mit der höchsten Karte gewinnt die Runde. Ein Spiel kann unterschiedlich viele Runden haben. Ziel des Spiels ist es, als erster Spieler entweder zwei Siege als geistig gesunder Spieler oder drei Siege als Wahnsinniger zu erringen. Es ist möglich, schon in der ersten Runde das gesamte Spiel zu gewinnen. Sollte ein Spieler bereits zwei Wahnsinnskarten ausgespielt haben und kann dann die Wahnsinnskarte 8 - Cthulhu spielen, gewinnt er sofort das gesamte Spiel.

## Bezug zu den Werken von H. P. Lovecraft
Die Kreaturen und Gegenstände auf den Karten sind den Werken des amerikanischen Horrorschriftstellers Howard Phillips Lovecraft entnommen. So nimmt der Cthulhu-Mythos eine zentrale Rolle bei der Illustration der Karten ein. Beispielsweise zeigt die Wahnsinnskarte 8 eine Abbild der Horrorfigur Cthulhu und die normale Karte 3 die Große Rasse von Yith.